# آن‌سوی تپه‌ها
آن‌سوی تپه‌ها (به انگلیسی: Beyond the Hills) فیلمی است به کارگردانی کریستیان مونجیو محصول ۲۰۱۲ کشور رومانی. این فیلم در جشنواره فیلم کن ۲۰۱۲ بعنوان یکی از فیلم‌های برگزیده در بخش نهایی مسابقه شرکت داشت. کریستیان مونجیو توانست جایزه بهترین فیلم‌نامه را با این فیلم ازآن خود کند.

## خلاصه داستان
وُیچیتا و اِلینا دوست دوران کودکی هستند که هر دو در یتیم خانه بزرگ شده‌اند. اکنون وُیچیتا به یک کلیسا رو آورده و راهبه شده است. الینا که عاشق وُیچیتاست، بعد از سال ها پیش او می آید تا به آلمان برش گرداند. ورود او و مخالفتش با مذهب و به خصوص پدر مقدس که راهبه ها او را می پرستند، زندگی ظاهراً آرام ویچیتا را تحت تأثیر قرار می دهد…